# Central téléphonique Provence

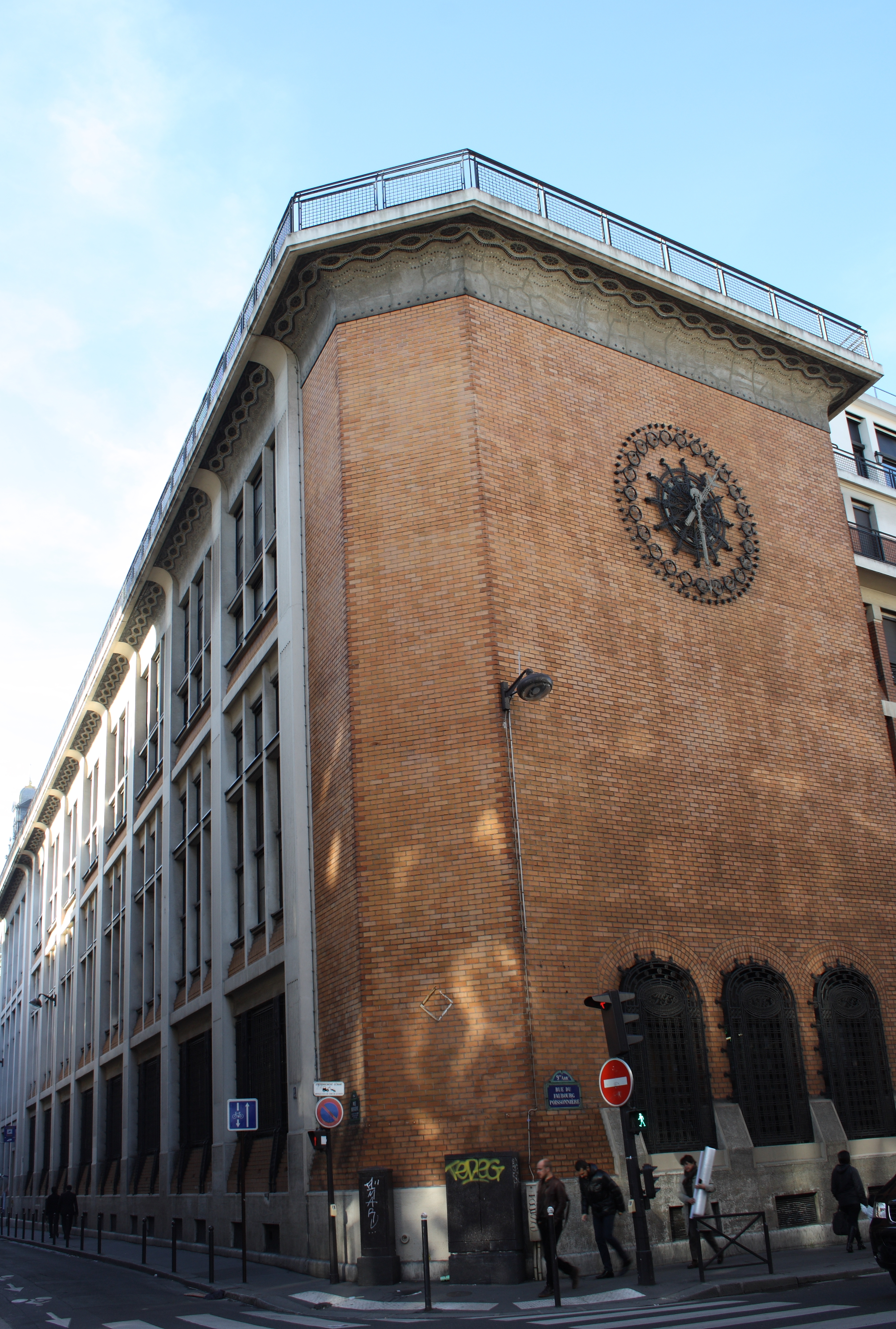
Das Gebäude von der Ecke Rue du Faubourg-Poissonnière/Rue Bergère gesehen

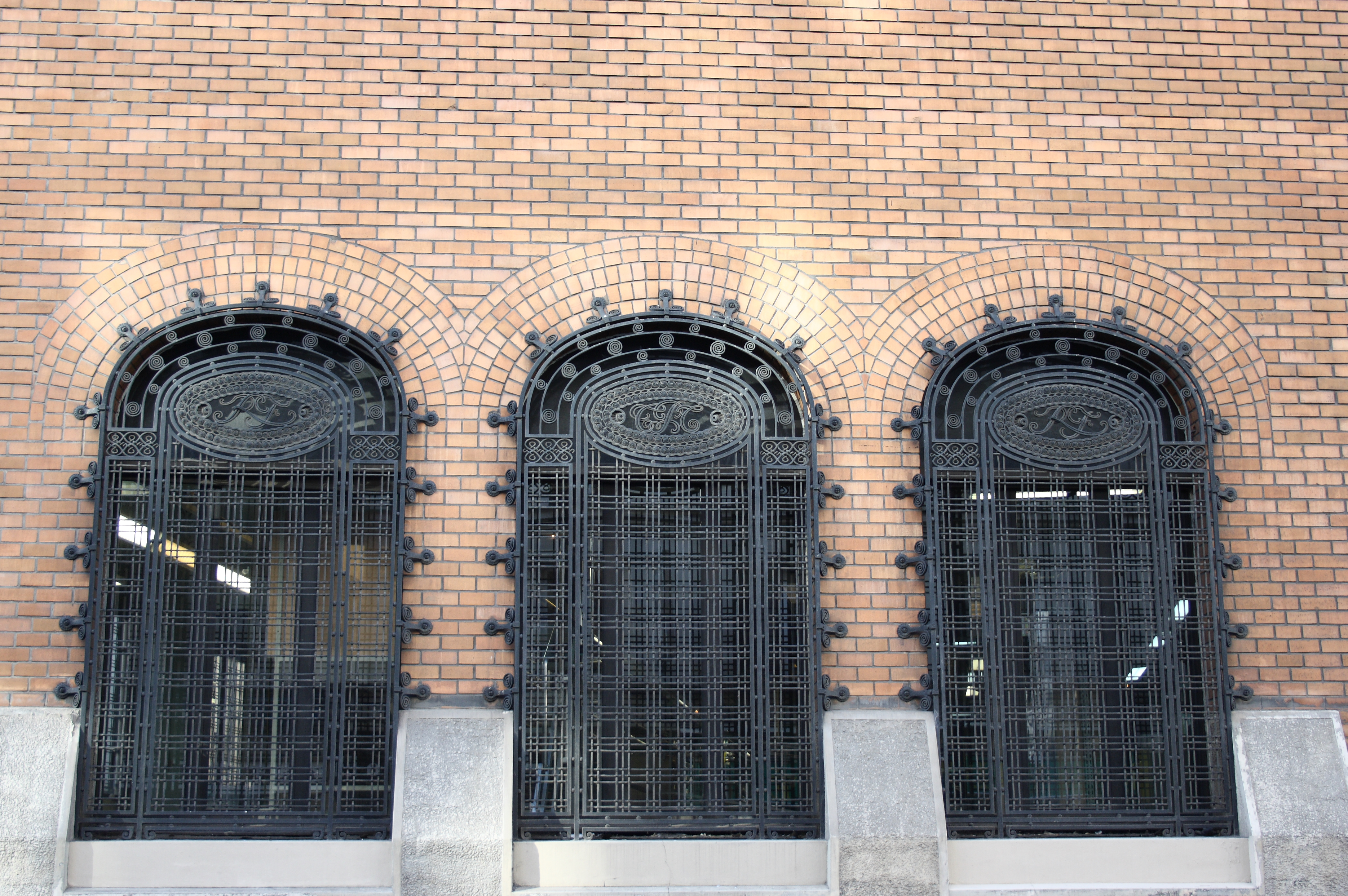
Fenstergitter mit Monogramm PTT

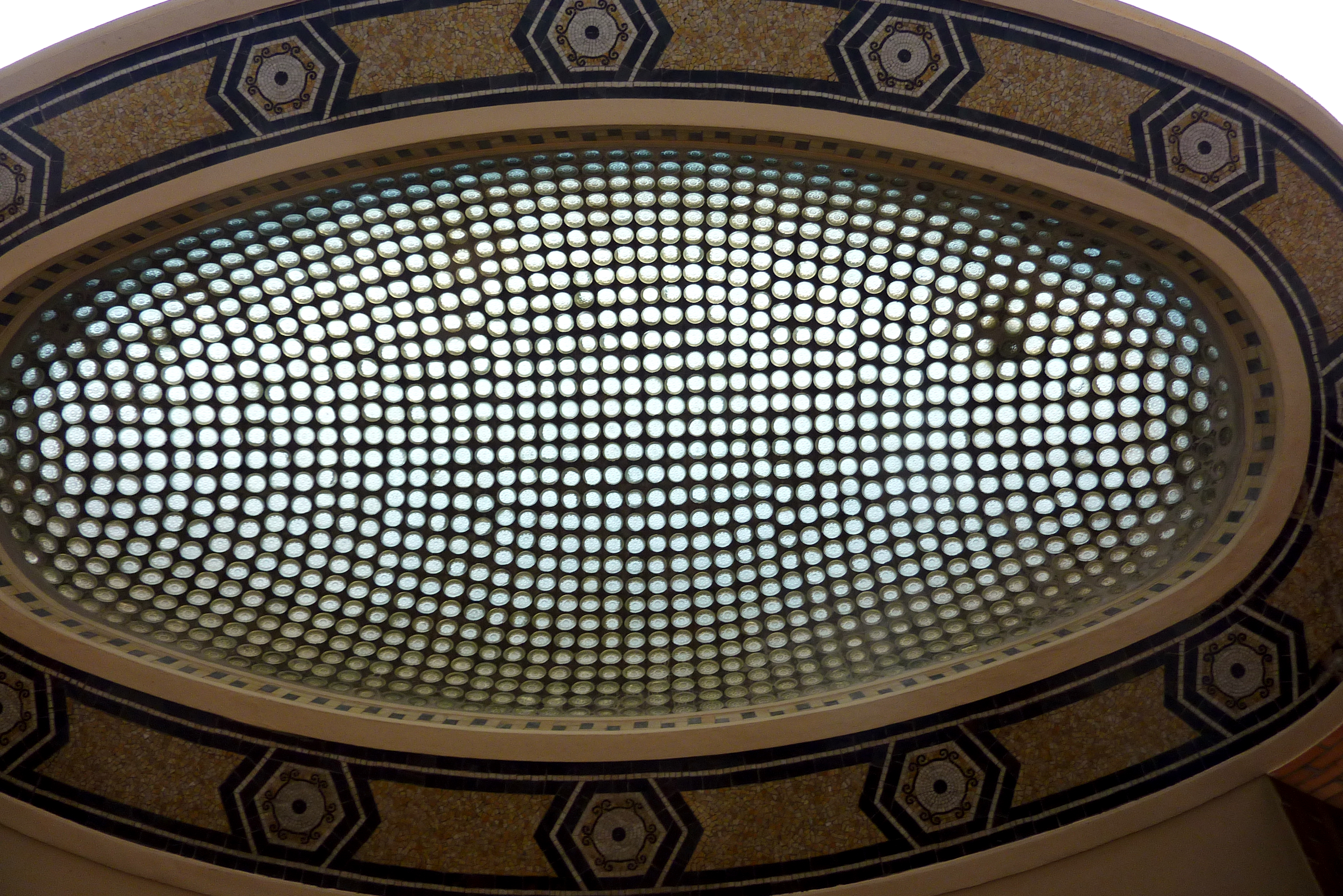
Dach über dem Haupteingang

Die Central téléphonique Provence ist eine Telefonzentrale im 9. Arrondissement von Paris. Der Haupteingang befindet sich 15–17 rue du Faubourg Poissonnière und das weitläufige Gebäude grenzt an die Rue Bergère und die Rue du Conservatoire. Die Central téléphonique Provence ist seit 1999 ein geschütztes Baudenkmal (Monument historique).

## Geschichte
Das Gebäude wurde von 1911 bis 1914 nach Plänen des Architekten François Le Cœur, einem Schüler von Anatole de Baudot errichtet. 1919 wurde das Gebäude verlängert, um darin ein Büro der französischen Post (ehemals PTT) unterzubringen.

## Architektur
Die Central téléphonique besteht aus einem Stahlbetongerüst und Mauern aus Backstein. Hinter der mehrgeschossigen, fensterlosen Mauer an der Ecke Rue du Faubourg-Poissonnière/Rue Bergère befinden sich die Räume mit der telefonischen Vermittlungstechnik. Die anderen Teile des Gebäudes werden als Büros genutzt und im letzten Stock – von der Straße aus nicht zu erkennen, da zurückversetzt – befindet sich die Betriebskantine und weitere Sozialräume. Als Bauschmuck dienen schmiedeeiserne Fenstergitter, zum Teil mit Monogramm PTT und ein Fries aus blauer und gelber Glaspaste. Unter dem Dachansatz verläuft eine mit Ornamenten versehene Hohlkehle. Der Haupteingang an der Rue du Faubourg-Poissonnière ist von einem Vordach aus Glasbausteinen überwölbt.